# Land van Ham
Het Land van Ham was een heerlijkheid die de huidige Limburgse dorpen Oostham, Kwaadmechelen en Beverlo omvatte. Het grondgebied van Beverlo besloeg ook dat van de huidige gemeente Leopoldsburg.
Het Land van Ham, dat naar verluidt in 698 door Pepijn van Herstal aan de Abdij van Sint-Truiden werd geschonken, kwam in 1263 volledig aan het Graafschap Loon. Eind 13e eeuw ging het patronaatsrecht over naar de Abdij van Averbode.
Het kasteel van Oostham, voor het eerst vermeld in 1372, werd tussen 1367 en 1371 gebouwd door Gerard d'Ailly, heer van Ham. Gerard d'Ailly was de zoon van Isabella van Diest en Hugo d'Ailly, die in 1337 in het huwelijk traden. In 1834 werd het kasteel gesloopt.
De heerlijkheid was in het bezit van een aantal opvolgende geslachten. Dit waren achtereenvolgens:
- Van Diest
- d'Ailly
- de Lagnaes
- Van Bergen
- Van Assche
- Van der Geten
- Van Dave
- Van Hoensbroeck (1557-1663)
- de Rollingen
- de Châtelet de Trichateau (1684-1798)

De heerlijkheid zelf werd eind 18e eeuw opgeheven en opgesplitst in de burgerlijke gemeenten Oostham, Kwaadmechelen en Beverlo. In 1850 splitsten het toenmalige Bourg-Léopold en Heppen zich af van Beverlo en werden ieder een zelfstandige gemeente. In 1977 fuseerden Oostham en Kwaadmechelen tot de gemeente Ham, terwijl Beverlo bij de gemeente Beringen werd gevoegd. In datzelfde jaar fuseerden ook Heppen en Leopoldsburg.